# 西瓜皮椒草
西瓜皮椒草（学名：Peperomia sandersii）为胡椒科草胡椒属下的一个种。

## 扩展阅读
- 維基物種上的相關：西瓜皮椒草